# Ramaria rubella
Ramaria rubella är en svampart som först beskrevs av Jakob Christan Schaeffer, och fick sitt nu gällande namn av R.H. Petersen 1974. Enligt Catalogue of Life ingår Ramaria rubella i släktet Ramaria,  och familjen Gomphaceae, men enligt Dyntaxa är tillhörigheten istället släktet Ramaria,  och familjen Ramariaceae. Arten är reproducerande i Sverige. Inga underarter finns listade i Catalogue of Life.